# Aplodiscus nasalis
Aplodiscus nasalis är en plattmaskart. Aplodiscus nasalis ingår i släktet Aplodiscus och familjen Dactylogyridae. Inga underarter finns listade i Catalogue of Life.